# Journal of Insect Physiology
Das Journal of Insect Physiology, abgekürzt J. Insect Physiol., ist eine wissenschaftliche Fachzeitschrift, die vom Elsevier-Verlag veröffentlicht wird. Die 1957 begründete Zeitschrift erscheint mit zwölf Ausgaben im Jahr und veröffentlicht Arbeiten, die sich mit der Physiologie von Insekten beschäftigen.
Der Impact Factor lag im Jahr 2014 bei 2,470. Nach der Statistik des ISI Web of Knowledge wird das Journal mit diesem Impact Factor in der Kategorie Physiologie an 36. Stelle von 83 Zeitschriften und in der Kategorie Entomologie an zehnter Stelle von 92 Zeitschriften geführt.